# زافيالوفو (أودمورتيا)
زافيالوفو (بالروسية: Завьялово) هي مدينة في جمهورية أودمورتيا في روسيا. يبلغ عدد سكانها حوالي 7284 نسمة.